# Caso di Trans-en-Provence
Il caso di Trans-en-Provence è uno dei rari casi in cui un UFO avrebbe lasciato tracce fisiche sul terreno. Il presunto avvistamento si è verificato l'8 gennaio 1981 in Francia vicino alla città di Trans-en-Provence.

## Cronologia degli eventi
Il caso cominciò l'8 gennaio 1981 alle 17.00 circa. Renato Nicolaï, un agricoltore di 55 anni, sentì uno strano fischio mentre stava svolgendo lavori agricoli nella sua proprietà. Egli si voltò e vide, ad una distanza di circa 50 metri, un oggetto a forma di disco, che appariva leggermente sollevato da terra.
Secondo la descrizione del testimone, l'oggetto appariva come composto da due piatti, di cui uno rovesciato e posto sull'altro. L'oggetto aveva un diametro apparente di circa 2,50 metri e un'altezza di circa 1,5 metri; mostrava una specie di cresta rialzata lungo tutto il bordo e aveva il colore del cuoio. Sotto l'apparecchio notò due pezzi che lo tenevano sollevato, che potevano essere piedi o reattori ed avevano una lunghezza di circa 20 centimetri.
Nicolaï raccontò che l'oggetto si sollevò all'improvviso, raggiungendo l'altezza della cima degli alberi, quindi si allontanò verso nord-est. Il testimone si accorse che aveva lasciato il segno di bruciature sul terreno.
Il giorno successivo Nicolaï, su consiglio della moglie del suo vicino, avvertì la Gendarmeria del luogo.

## Accertamenti scientifici e tecnici
La Gendarmeria si recò sul luogo dell'avvistamento, interrogò Nicolaï, scattò fotografie dei luoghi, fece rilievi e raccolse campioni di suolo e vegetazione. Il caso fu passato al GEPAN (Groupe d'Étude des Phénomènes Aérospatiaux Non-identifiés) per gli accertamenti scientifici successivi.
L'analisi del GEPAN riscontrò che il terreno aveva subito una compressione meccanica di 4 o 5 tonnellate ed un riscaldamento fra i 300 e i 600 °C. Nei campioni di terreno furono trovate tracce di fosfati e zinco e l'analisi dell'erba medica vicino al luogo del presunto atterraggio mostrò livelli di clorofilla più bassi del normale in una percentuale fra il 30 e il 50%.

## Impressioni e spiegazioni
Nicolaï credeva inizialmente che l'oggetto fosse un veicolo militare sperimentale e la vicinanza della base militare di Canjuers rendeva tale ipotesi plausibile.
L'indagine del GEPAN si orientò verso spiegazioni convenzionali, come fenomeno atmosferici di natura terrestre. Tuttavia, dopo due anni di indagini non furono trovate spiegazioni plausibili e il GEPAN non si pronunciò sull'origine della pressione del suolo e della deformazione dell'erba.

## Argomentazioni degli scettici
Gli scettici francesi affermano che l'investigazione del GEPAN è stata imperfetta, specialmente per quanto riguarda lo studio delle tracce fisiche.
La Gendarmeria riferì che le tracce, che apparivano su una strada dove c'era passaggio di veicoli, apparivano come lasciate dalla gomma di un autoveicolo. Questa spiegazione fu trascurata dal GEPAN a causa delle dichiarazioni dell'unico testimone. In un primo tempo era stato detto che sul terreno erano visibili due cerchi concentrici: in realtà le tracce fisiche visibili sulle fotografie non mostravano un cerchio perfetto, ma assomigliavano a due semicerchi che si incrociano l'uno con l'altro. Inoltre, la forma circolare non coincide con la descrizione dell'UFO fatta da Nicolaï. In un'intervista rilasciata successivamente alla televisione francese, il testimone ha confermato che al tempo dell'avvistamento c'era su quella strada un passaggio di veicoli.
Il GEPAN arrivò tardi sul luogo, dopo la Gendarmeria, altri ufologi e curiosi, così le tracce potrebbero essere state alterate nella composizione chimica dalla gente che ha camminato sul luogo.
Lo scettico Michel Figuet ha ipotizzato che il testimone abbia visto un elicottero e non lo abbia riconosciuto per la ridotta visibilità dovuta al crepuscolo invernale; le tracce e gli effetti osservati al suolo potrebbero essere stati provocati da una betoniera di passaggio.